# András Kulja
András Kulja (ur. 17 września 1989 w Nyíregyházie) – węgierski lekarz i polityk, poseł do Parlamentu Europejskiego X kadencji.

## Życiorys
W 2016 ukończył studia medyczne na Uniwersytecie Semmelweisa w Budapeszcie, na tej uczelni uzyskał też magisterium z zarządzania w służbie zdrowia. Rozpoczął rezydenturę z psychiatrii, a następnie z chirurgii. Podjął pracę w jednej z placówek medycznych w Budapeszcie, został wykładowcą na macierzystej uczelni. Zajął się także prowadzeniem profili o tematyce zdrowotnej w serwisach społecznościowych i popularyzacją medycyny.
Zaangażował się w działalność polityczną w ramach Partii Szacunku i Wolności, której liderem w 2024 został Péter Magyar. Otrzymał trzecie miejsce na jej liście w wyborach do Parlamentu Europejskiego w 2024. W wyniku głosowania uzyskał mandat posła do Europarlamentu X kadencji.